# Bulbophyllum macraei
Bulbophyllum macraei là một loài phong lan thuộc chi Bulbophyllum.

## Hình ảnh

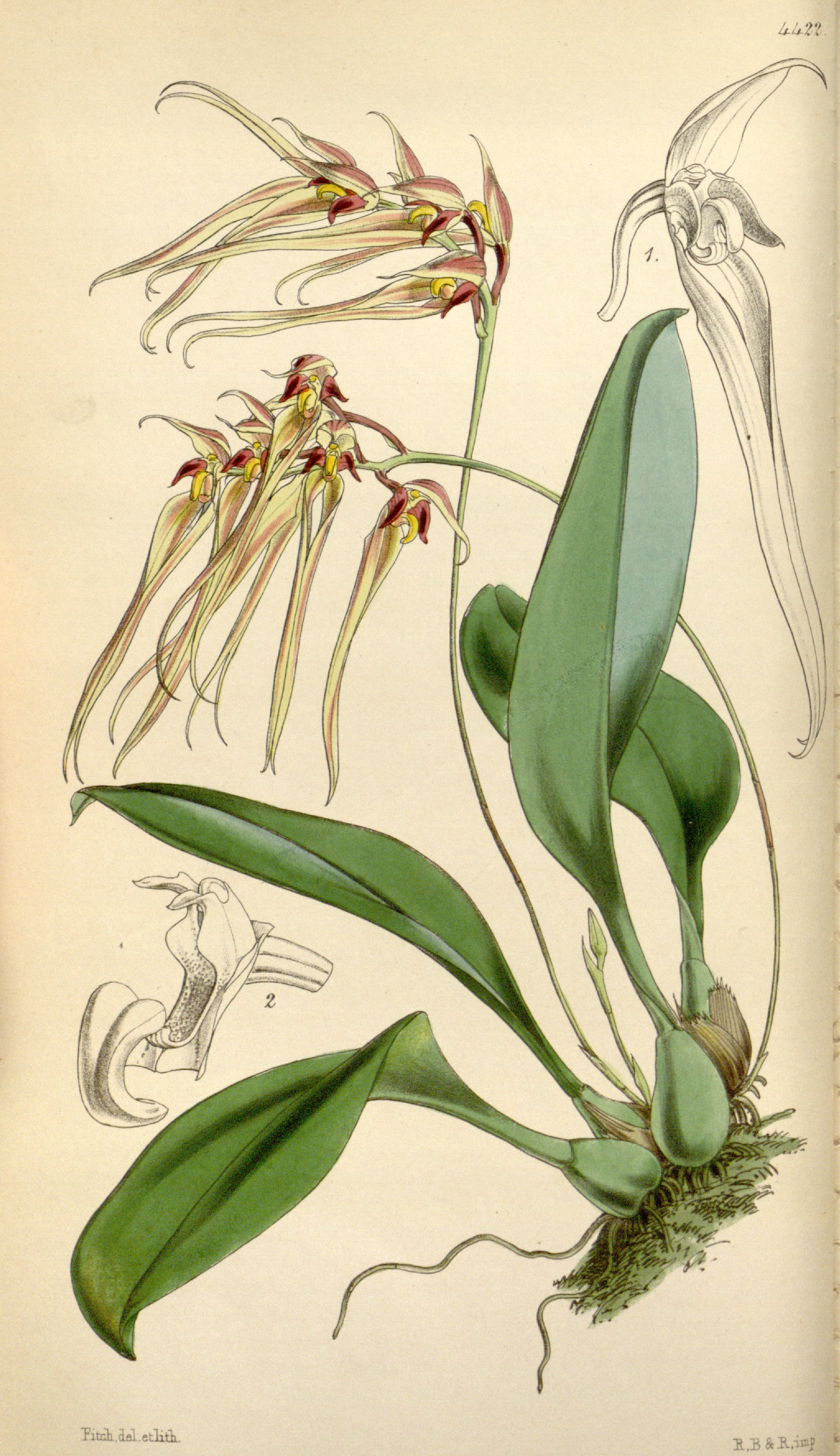
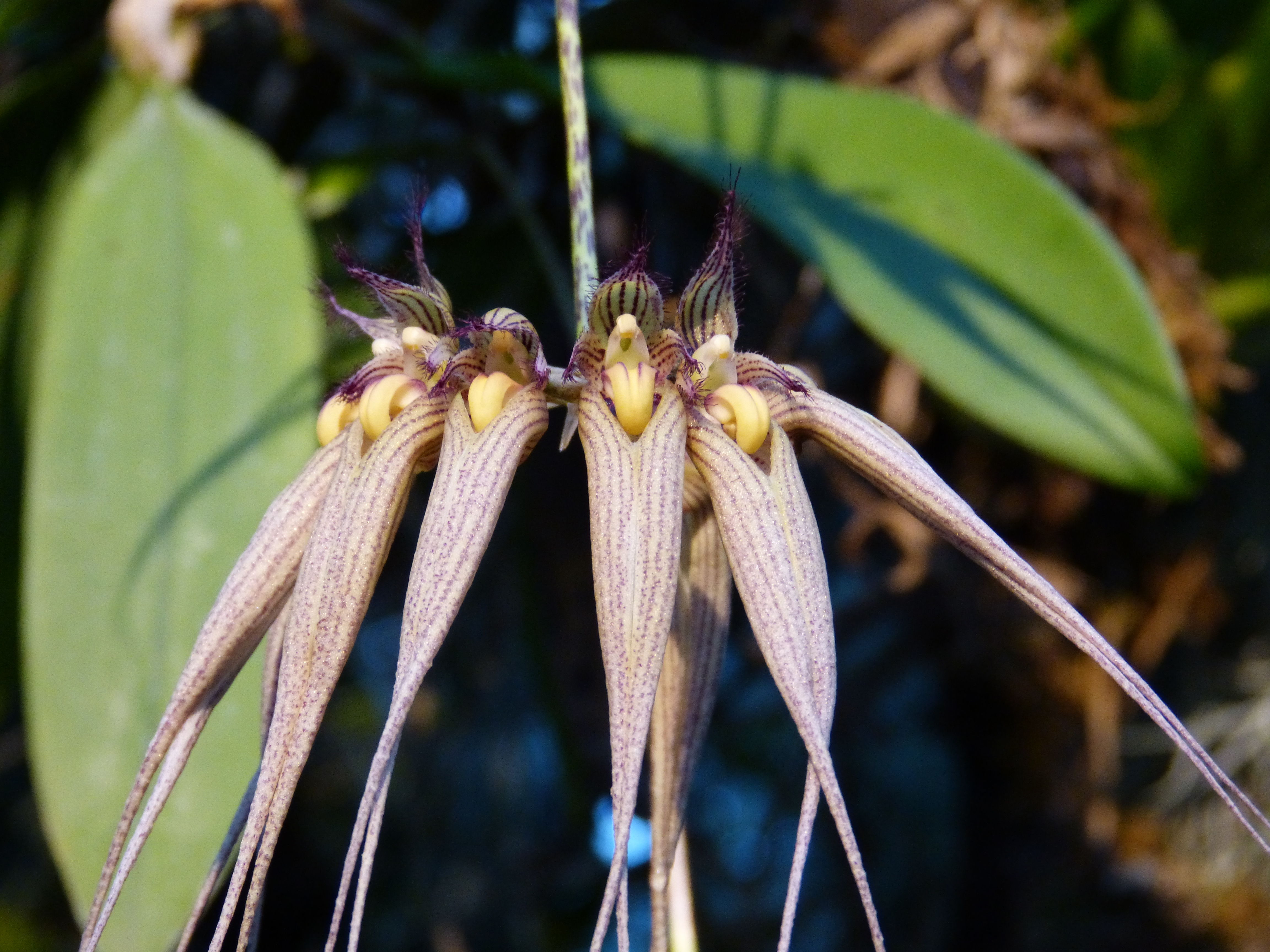
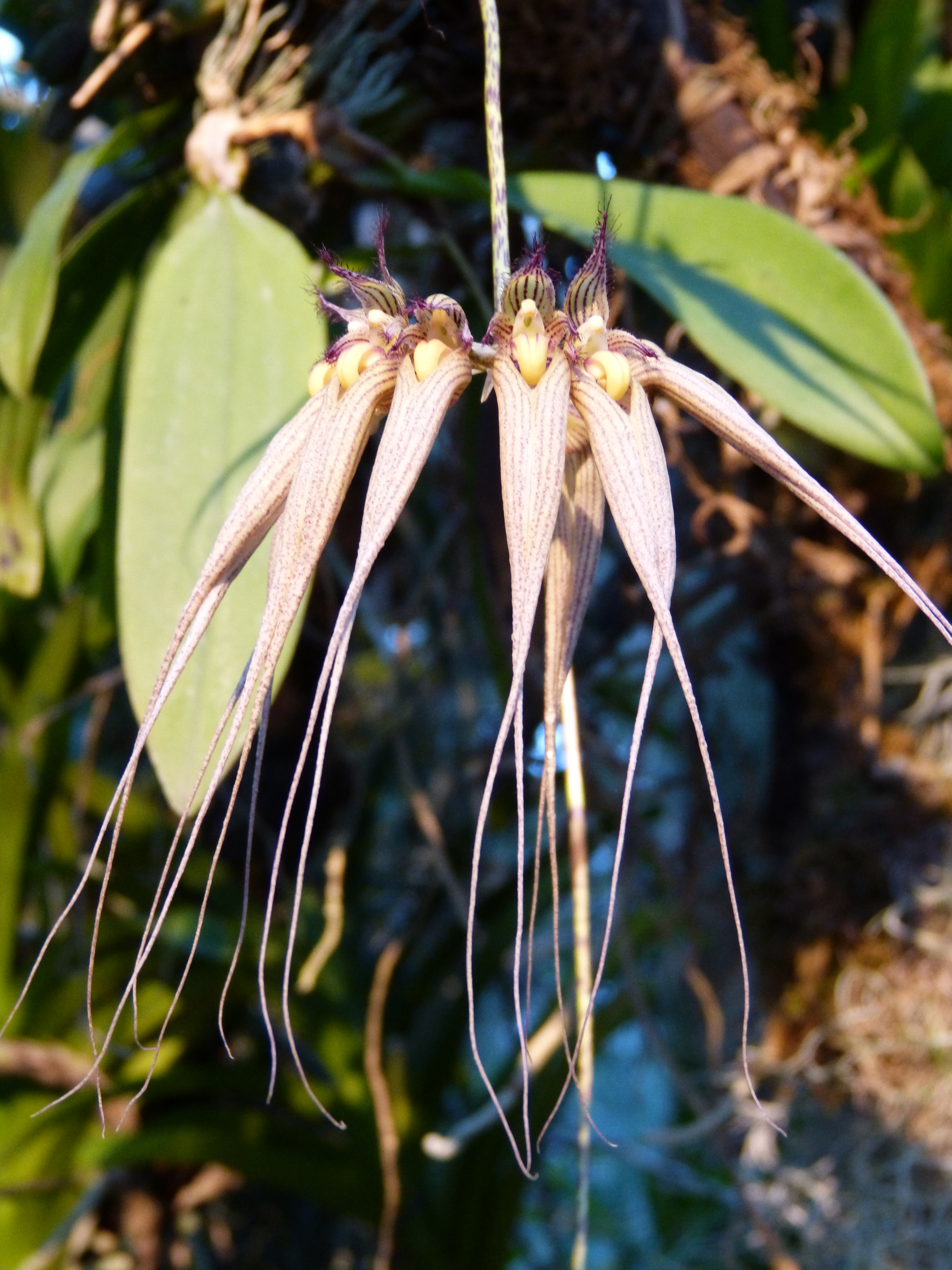